# Begraafplaats van de Katsberg
De Begraafplaats van de Katsberg (Frans: cimetière du Mont des Cats) is een gemeentelijke begraafplaats in de Franse gemeente Meteren. De begraafplaats ligt dicht tegen de top van de Katsberg, in het uiterste noorden van het grondgebied van Meteren, tegen de grens met de gemeente Godewaarsvelde.
Het gehucht boven op de Katsberg ligt verdeeld over het grondgebied van de gemeenten Meteren, Berten, Boeschepe en Godewaarsvelde. De overledenen werden vroeger begraven op de gemeentelijke begraafplaatsen nabij de dorpscentra van de gemeente waarin ze woonden. In 1900 kocht een welgestelde gouvernante van de school van de Katsberg een stuk grond van de Abdij op de Katsberg om er als gift aan de parochie een begraafplaats in te richten. In 1909 werden de plannen uiteindelijk uitgevoerd en werd de begraafplaats ingewijd en in gebruik genomen.

## Britse oorlogsgraven
Op de begraafplaats ligt een perk met 24 Britse oorlogsgraven uit de Tweede Wereldoorlog. Zij waren leden van het British Expeditionary Force en kwamen om tijdens de gevechten tegen het oprukkende Duitse leger eind mei 1940. Daarvan konden er 7 niet meer geïdentificeerd worden. De graven worden onderhouden door de Commonwealth War Graves Commission. In de CWGC-registers is de begraafplaats opgenomen als Meteren (Mont-des-Cats) Communal Cemetery.